# UA Team
«UATeam» (укр. «ЮаТім») — у минулому українське творче об'єднання, що існувало у Києві з 2009 по 2018 роки. У період свого існування UaTeam замовляло озвучення українською та російською у студій «Омікрон» та «Patlati Продакшнз», які фактично і були UATeam. UATeam була однією з найвідоміших фандаб-спільнот дубляжу та озвучення українською, їх діяльність часто згадувалася в українських ЗМІ.

## Студія «Patlati Продакшнз»

### Про студію
Студія «Patlati Продакшнз» існує з 2008 року. Студія стала однією з перших спільнот перекладу аніме українською, але також займалася озвученням західних серіалів українською для UATeam.
Першим аніме проектом команди стало аніме «Полум'яний лабіринт». Його неофіційна презентація відбулася в Києві на форумі в рамках Фестивалю японської анімації. Надалі було озвучено аніме фільми з циклу «Межа пустоти: Сад грішників», Лист до Момо (Momo eno tegami), Театр мороку (Yami Shibai) (1 сезон) тощо. Студія відома тим, що у 2017 році з ініціативи Посольства Японії в Україні та в честь «Року Японії в Україні» переклала і озвучила українською японський серіал «Чудернацьке кохання» (What Is Love?) для телеканалу Перший.

### Список озвучень студії «Patlati Продакшнз»

#### Список озвучень не для UaTeam
Актори брали участь в озвученні наступного аніме:
- Полум'яний лабіринт (Honoo no Labyrinth)
- Золотий жевжик (Golden Boy)
- Мертве листя (Dead Leaves)
- Меч чужинця (Stranger Mukoh Hadan)
- фільми з циклу «Межа пустоти: Сад грішників» (Gekijouban Kara no Kyoukai):
  - Межа пустоти: Сад грішників. Фільм перший. (Gekijouban Kara no Kyoukai: Dai Ichi Shou — Fukan Fuukei)
  - Межа пустоти: Сад грішників. Фільм другий. (Gekijouban Kara no Kyoukai: Dai Ni Shou — Satsujin Kousatsu (Zen))
  - Межа пустоти: Сад грішників. Фільм третій. (Gekijouban Kara no Kyoukai: Dai San Shou — Tsuukaku Zanryuu)
- Лист до Момо (Momo eno tegami)
- Театр мороку (Yami Shibai) (1 сезон)
- Бібліотечні війни (Toshokan Sensou — Kakumei no Tsubasa)

#### Список озвучень для UATeam
Актори брали участь в озвученні художніх фільмів та телесеріалів ТО UATeam:
- Доктор Хаус (усі сезони)
- Межа (усі сезони)
- І мертві підуть (Ходячі мерці) (1—8 сезон, у 8-му сезон лише серії 1—8)
- Вілфред (лише 1—3 сезони)
- Зникла кімната
- Франклін та Беш
- Футурама (окремі сезони)
- Гра престолів (окремі сезони)

## Студія «Омікрон»

### Про студію
«Студія „Омікрон“» існувала з 2009 по 2017 роки як аматорська студія озвучення. Студія спеціалізувалася на озвученні й дублюванні документальних, художніх та анімаційних фільмів й телесеріалів українською та російською. Студія озвучувала відеопродукцію українською мовою для об'єднань «Гуртом» (з 2012 по 2017 роки) та UATeam (з 2009 по 2017 роки) та російською мовою для торент-толоки HDclub.org (з 2009 по 2017 роки).
З 2017 року студія припинила створювати аматорське озвучення та переформатувалася на легальну студію озвучення фільмів та відеоігор українською. Найвідомішими акторами дубляжу студії є Євген Малуха, Павло Скороходько, Андрій Альохін, Михайло Войчук, Дмитро Тварковський, Сергій Труфанов, Павло Голов, Ганна Чиж, Наталя Романько, та Наталя Денисенко.

### Список озвучень студії «Омікрон»

#### Як аматорська студія

##### Список озвучень для UATeam
З творчим об'єднанням «UA Team» Студія «Омікрон» співпрацювала найдовше, а саме із самого початку свого заснування у 2009 році. Озвучувала відеопродукцію українською мовою.
Анімаційні телесеріали
- Футурама (з 2009) — 6—7 сезони (23 червня 2012) — дубляж (6 сезон) та багатоголосе закадрове озвучення (7 сезон).

Анімаційні фільми
- Мері та Макс (у 2011)
- Сезон полювання 3 (у 2012)

Телесеріали
- Вілфред (із 2011) — 1 і 2 сезони
- Доктор Хаус (із 31 грудня 2009) — 6, 7 та 8 сезони
- Зникла кімната (в 2010)
- І мертві підуть (Ходячі мерці) (із 2010) — 1—7 сезони
- Межа (із 2009) — 1—5 сезони
- Покидьки (із 2011) — 1—5 сезони
- Франклін та Беш (із 2011) — 1 сезон
- Гра престолів (із 1 квітня 2012) — 2—7 сезон
- Справжній детектив (із 2014) — 1 сезон
- Еш проти зловісних мерців — (із 2015) — сезони 1 і 2
- Цілком таємно (із 2016) — 10 сезон
- Шанс — (із 2016) — 1 сезон
- Світ дикого заходу — (із 2016) — 1 сезон

Художні фільми
- Кримінальне чтиво (1994, озвучений українською у квітні 2012[8])
- Ясність б'є (2013, озвучений українською у січні 2014)

##### Список озвучень для Hurtom
З інтернет-порталом Hurtom Студія «Омікрон» співпрацює з січня 2012 року. Озвучує відеопродукцію українською мовою. За всю історію співпраці студія Омікрон озвучила майже 100 фільмів та телесеріалів на замовлення «Гуртом».
Художні фільми
| №  | Українська назва                | Англійська назва                | Озвучено українською | Прем'єра          |
| -- | ------------------------------- | ------------------------------- | -------------------- | ----------------- |
| 1  | Ґран Торіно                     | Gran Torino                     | 4 лютого 2012        | 9 грудня 2008     |
| 2  | Планета Ка-ПЕКС                 | K-PAX                           | 27 лютого 2012       | 26 жовтня 2001    |
| 3  | Ічі-кілер                       | Ichi the Killer                 | 2 березня 2012       | 14 серпня 2001    |
| 4  | Древо життя                     | The Tree of Life                | 11 квітня 2012       | 16 травня 2011    |
| 5  | Опівночі в Парижі               | Midnight in Parisl              | 16 квітня 2012       | 20 березня 2011   |
| 6  | Воїн                            | Warrior                         | 25 квітня 2012       | 9 вересня 2011    |
| 7  | Лабіринт Фавна                  | Pan's Labyrinth                 | 4 червня 2012        | 29 грудня 2006    |
| 8  | Труднощі перекладу              | Lost in Translation             | 11 червня 2012       | 3 жовтня 2003     |
| 9  | Скажений бик                    | Raging Bull                     | 20 червня 2012       | 19 грудня 1980    |
| 10 | Громадянин Кейн                 | Citizen Kane                    | 30 червня 2012       | 1 травня 1941     |
| 11 | Рашьомон                        | Rashōmon                        | 2 вересня 2012       | 25 серпня 1950    |
| 12 | Китайський квартал              | Chinatown                       | 9 вересня 2012       | 20 червня 1974    |
| 13 | Впусти мене                     | Let the Right One In            | 16 вересня 2012      | 26 січня 2008     |
| 14 | Укриття                         | Take Shelter                    | 24 вересня 2012      | 24 січня 2011     |
| 15 | Великий диктатор                | The Great Dictator              | 9 жовтня 2012        | 15 жовтня 1940    |
| 16 | Охоронець                       | Yôjinbô                         | 27 жовтня 2012       | 25 квітня 1961    |
| 17 | Нічия земля                     | No man's land                   | 7 листопада 2012     | 19 вересня 2001   |
| 18 | Життя прекрасне                 | 50/50                           | 14 листопада 2012    | 12 вересня 2011   |
| 19 | Хижа у лісі                     | The Cabin in the Woods          | 17 листопада 2012    | 12 квітня 2012    |
| 20 | Чорний лебідь                   | Black Swan                      | 1 грудня 2012        | 1 вересня 2010    |
| 21 | Викрадена 2                     | Taken 2                         | 21 грудня 2012       | 7 вересня 2012    |
| 22 | Це дивовижне життя              | It's a Wonderful Life           | 4 січня 2013         | 20 грудня 1946    |
| 23 | Викрадена                       | Taken                           | 25 грудня 2012       | 27 лютого 2008    |
| 24 | Суддя Дредд                     | Dredd                           | 21 січня 2013        | 11 липня 2012     |
| 25 | Місто                           | The Town                        | 20 січня 2013        | 17 вересня 2010   |
| 26 | Убити пересмішника              | To Kill a Mockingbird           | 28 січня 2013        | 11 липня 1960     |
| 27 | Збірка промінців надії          | Silver Linings Playbook         | 30 січня 2013        | 8 вересня 2012    |
| 28 | Арго                            | Argo                            | 2 лютого 2013        | 31 серпня 2012    |
| 29 | Тридцять хвилин по півночі      | Zero Dark Thirty                | 8 лютого 2013        | 19 грудня 2012    |
| 30 | Переваги скромників             | The Perks of Being a Wallflower | 3 березня 2013       | 8 вересня 2012    |
| 31 | Догма                           | Dogma                           | 18 квітня 2013       | 12 листопада 1999 |
| 32 | Надійні хлопці                  | Stand Up Guys                   | 23 квітня 2013       | 12 жовтня 2012    |
| 33 | Чарівник країни Оз              | The Wizard of Oz                | 1 травня 2013        | 25 серпня 1939    |
| 34 | Паркер                          | Parker                          | 8 травня 2013        | 25 січня 2013     |
| 35 | Випускник                       | The Graduate                    | 21 травня 2013       | 21 грудня 1967    |
| 36 | Побічна дія                     | Side Effects                    | 2 червня 2013        | 8 лютого 2013     |
| 37 | Сім самураїв                    | Seven Samurai                   | 21 червня 2013       | 26 квітня 1954    |
| 38 | Хвиля                           | The Wave                        | 2 липня 2013         | 18 січня 2008     |
| 39 | Що б ви зробили                 | Would You Rather                | 9 липня 2013         | 14 жовтня 2012    |
| 40 | Історія світу. Частина перша    | History of the World, Part I    | 23 липня 2013        | 12 червня 1981    |
| 41 | Родина Тененбаумів              | The Royal Tenenbaums            | 9 серпня 2013        | 14 грудня 2001    |
| 42 | Зловісні мерці (2013)           | Evil Dead                       | 10 серпня 2013       | 8 березня 2013    |
| 43 | Барва пурпурова                 | The Color Purple                | 16 серпня 2013       | 18 грудня 1985    |
| 44 | Буття Брайана за Монті Пайтоном | Monty Python's Life of Brian    | 25 серпня 2013       | 17 серпня 1979    |
| 45 | Стокер                          | Stoker                          | 27 серпня 2013       | 1 березня 2013    |
| 46 | Тренер Картер                   | Coach Carter                    | 4 вересня 2013       | 14 січня 2005     |
| 47 | Подвійна страховка              | Double Indemnity                | 14 вересня 2013      | 6 вересня 1944    |
| 48 | Ран                             | Ran                             | 23 вересня 2013      | 31 травня 1985    |
| 49 | Людина з планети Земля          | The Man from Earth              | 27 грудня 2013       | 13 листопада 2007 |
| 50 | Американська афера              | American Hustle                 | 2 лютого 2014        | 13 грудня 2013    |
| 51 | Небраска                        | Nebraska                        | 4 березня 2014       | 23 травня 2013    |
| 52 | Акт вбивства                    | The Act of Killing              | 16 березня 2014      | 31 серпня 2012    |
| 53 | Перед опівніччю                 | Before Midnight                 | 25 березня 2014      | 20 грудня 2013    |
| 54 | Кінець Світу                    | The World's End                 | 6 квітня 2014        | 10 липня 2013     |
| 55 | Ворог                           | Enemy                           | 27 серпня 2014       | 8 вересня 2013    |
| 56 | Снігобур                        | Snowpiercer                     | 6 вересня 2014       | 29 липня 2013     |
| 57 | На західному фронті без змін    | All Quiet on the Western Front  | 20 вересня 2014      | 24 серпня 1930    |
| 58 | Монті Пайтон і Священний Грааль | Monty Python and the Holy Grail | 7 жовтня 2014        | 9 квітня 1975     |
| 59 | Вісім з половиною               | 8½                              | 2 листопада 2014     | 14 лютого 1963    |
| 60 | Рейд: Спокута                   | The Raid: Redemption            | 25 листопада 2014    | 8 вересня 2011    |
| 61 | Лок                             | Locke                           | 7 грудня 2014        | 2 вересня 2013    |
| 62 | Коли я буду там                 | Being There                     | 11 грудня 2014       | 19 грудня 1979    |
| 63 | Жити                            | Ikiru                           | 16 січня 2015        | 9 жовтня 1952     |
| 64 | Техаська різанина бензопилою    | The Texas Chain Saw Massacre    | 26 січня 2015        | 1 жовтня 1974     |
| 65 | Люди Ікс: Остання битва         | X-Men: The Last Stand           | 9 лютого 2015        | 25 травня 2006    |
| 66 | Спіймати злодія                 | To Catch a Thief                | 20 лютого 2015       | 5 серпня 1955     |

Документальні фільми
- The Pirate Bay: за межами клавіатури (англ. TPB AFK), (2013, озвучений українською 29 березня 2013[10])
- Пліч-о-пліч (англ. Side by Side), (2012, озвучений українською 3 квітня 2013[11])
- У тіні Місяця (англ. In the Shadow of the Moon (2007, озвучений українською 11 грудня 2014[12])

Аніме
- Небесний замок Лапута (англ. Laputa: The Castle in the Sky) (1986, озвучений українською 17 січня 2013[13])
- Мій сусід Тоторо (англ. My Neighbor Totoro) (1988, озвучений українською 22 листопада 2012[14])
- Позичайка Аріетті (англ. The Secret World of Arrietty) (2010, озвучений українською 30 вересня 2012[15])
- Акіра (англ. Akira) (1988, озвучений українською 3 жовтня 2013[16])

Анімаційні фільми
- Як Ґрінч украв Різдво! (англ. How the Grinch Stole Christmas!) (1966, озвучений українською 26 грудня 2012[17])
- Тріо з Бельвіля (англ. The Triplets of Belleville) (2003, озвучений українською 17 січня 2013[18])
- Сніговик (англ. The Snowman) (1982—2012, озвучений українською 8 січня 2014 року)
- Ернест і Селестіна (англ. Ernest & Celestine) (2012, озвучений українською 19 березня 2014[19])
- Коти-аристократи (англ. The AristoCats) (1970, озвучений українською 22 серпня 2014[20])
- Котяче життя (фр. Une vie de chat) (2010, озвучений українською 1 вересня 2014[21])
- Великий мишачий детектив (англ. The Great Mouse Detective) (1986, озвучений українською 13 січня 2015[22])
- Супермен/Бетмен: апокаліпсис (англ. Superman/Batman: Apocalypse) (2010, озвучений українською 5 лютого 2014[23])
- Пастка для котів (угор. Macskafogo) (1986, озвучений українською 29 березня 2016)
- Вук (угор. Vuk, 1981, озвучений українською 7 грудня 2016)

##### Список озвучень для HDClub
З російською торент-толокою HDClub Студія Омікрон співпрацює з 2009 року і до її закриття у 2017 році. Озвучувала відеопродукцію російською мовою і лише три документальні фільми українською. Станом на березень 2013 року студія озвучила для них 37 документальних серіали, 4 мультсеріали, 7 мультфільмів та 20 фільмів:
Документальні серіали
1. DisneyNature: Африканські кішки / DisneyNature: African Cats (рос.) (укр.)
2. National Geographic: Великі міграції / National Geographic: Great Migrations (рос.) (укр.)
3. Одне життя / One Life (рос.) (укр.)
4. Сіль / Salt (рос.)
5. Біла планета / The White Planet / La planete blanche (рос.)
6. Дика Франція / La France Sauvage (рос.)
7. Дика природа Росії / Wild Russia (рос.)
8. Життєві цикли / Life Cycles (рос.)
9. Як нас створила Земля / How Earth Made Us (рос.)
10. BBC: Мадагаскар / BBC: Madagascar (рос.)
11. Пурпорові крила: Таємниці фламінґо / The Crimson Wing: Mystery of the Flamingos (рос.)
12. Чудеса Всесвіту / Wonders of the Universe (рос.)
13. Екватор / Equator: The Complete Collection (рос.)
14. Земля з висоти: Неймовірна вода / Earth From Above: Stunning Water (рос.)
15. Земля з висоти: Життя/ Earth From Above: Life (рос.)
16. Земля з висоти: Дивовижні землі / Earth From Above: Amazing Lands (рос.)
17. Виставка Оґа Казуо: Ґіблі ноу ешокунін / Oga Kazuo Exhibition: Ghibli No Eshokunin (рос.)
18. Зміна клімату: Наша планета — Арктична історія / Climate Change: Our Planet — The Arctic Story (рос.)
19. IMAX — Легенди неба / IMAX — Legends of Flight (рос.)
20. IMAX — Найкращі місця / IMAX — The Greatest Places (рос.)
21. IMAX — Об'їзджаючи Марс / IMAX — Roving Mars (рос.)
22. IMAX — Бойові пілоти: Операція «Червоний стяг» / IMAX — Fighter Pilot: Operation Red Flag (рос.)
23. IMAX — В пошуках великих акул / IMAX — Search for the Great Sharks (рос.)
24. IMAX — Кільце вогню/ IMAX — Ring of Fire (рос.)
25. IMAX — Тропічний ліс / IMAX — Tropical Rainforest (рос.)
26. IMAX — Арабія / IMAX — Arabia (рос.)
27. IMAX — Народжений бути диким / IMAX — Born to Be Wild (рос.)
28. IMAX — Ураган на Байу / IMAX — Hurricane on the Bayou (рос.)
29. IMAX — В Арктику / IMAX — To the Arctic (2012) (рос.)
30. IMAX — Космічний мотлох / IMAX — Space Junk (2012) (рос.)
31. IMAX — Вікінги: Подорож у Нові Світи / IMAX — Vikings: Journey to New Worlds (2004) (рос.)
32. PBS: Природа. Розкриваючи леопарда / PBS: Nature — Revealing the Leopard (рос.)
33. PBS: Природа. Зламаний хвіст: Остання подорож тигра / PBS: Nature — Broken Tail: A Tiger's Last Journey (рос.)
34. PBS: Природа. Гімалаї / PBS: Nature. The Himalayas (2011) (рос.)
35. Полярні Ведмеді — шпигуни на льоду / Polar Bears: Spy on the Ice (рос.)
36. Піксельований гід по підводдю / The Underwater Pixelguide (2012) (рос.)
37. Вино: Зелена Революція / Wine: The Green Revolution (2011) (рос.)

Анімаційні телесеріали
1. Том і Джеррі / Tom & Jerry (рос.)
2. Конан — хлопчик з майбутнього / Mirai Shounen Conan / Conan, The Boy in Future (рос.)
3. Крейзануті мелодії / Looney Tunes (рос.)
4. Хеллсинг / Hellsing Ultimate (2006—2012) (рос.)

Анімаційні фільми
1. Ескафлон / Escaflowne (рос.)
2. Чудо Май Шінко / Mai Mai Miracle / Maimai Shinko to sennen no maho (рос.)
3. Діти що женуться за втраченими голосами з глибини / Children Who Chase Lost Voices from Deep Below / Hoshi o ou kodomo (рос.)
4. Кіт у чоботях: Три Дідька / Puss in Boots: The Three Diablos (рос.)
5. Могила світлячків / Grave of the Fireflies / Hotaru no Haka (рос.)
6. Старий Зет / Roujin Z / Rojin Zetto (рос.)
7. Зі схилів Кокуріко / From Up On Poppy Hill / Kokuriko-Zaka Kara (рос.)
8. Спогади про Марні / When Marnie Was There / Omoide no Marnie (рос.)

Художні фільми
1. Повстання планети мавп / Rise of the Planet of the Apes (рос.)
2. Х'юґо / Hugo (рос.)
3. Гавр / Le Havre (рос.)
4. Життя прекрасне / 50/50 (рос.)
5. Я та Орсон Велс / Me and Orson Welles (рос.)
6. Березневі іди / The Ides of March (рос.)
7. Неможливе / The Impossible / Lo imposible (2012) (рос.)
8. Обладунки Бога / Long xiong hu di (1986) (рос.)
9. Місто звуку / Sound City (2013) (1991) (рос.)
10. Король пінгвінів / The Penguin King 3D (2012) (рос.)
11. Ностальгія по Світилу / Nostalgia for the Light / Nostalgia de la luz (2010) (рос.)
12. Віскі: Іслейська версія / Whisky: The Islay Edition (2011) (рос.)
13. Рейс / Flight (2012) (рос.)
14. Кручений м'яч / Trouble with the Curve (2012) (рос.)
15. Дикуни / Savages (2012) (рос.)
16. Не жалкуємо про своє юнацтво / Waga seishun ni kuinashi / No Regrets for Our Youth (1946) (рос.)
17. Двосмуговий асфальт / Two-Lane Blacktop (1971) (рос.)
18. Людина-лайка/ The HuskyMan (2011) (рос.)
19. Клоуни / The Clowns / I Clowns (1970) (рос.)